# Bochkor Károly
| Bochkor Károly                            | Bochkor Károly |
| Kattints az alábbi külső linkek egyikére! | Kattints az alábbi külső linkek egyikére! |
| ----------------------------------------- | --- |
| Nem található szabad kép.(?)              | |
| külső link · jogvédett                    | Kilencvenöt éve hunyt el Bochkor Károly jogász. Bochkor Károly fényképe néhai Fodor Imre és néhai Fodor Pál tulajdona. Cs. Szereda. Origo. Helytörténeti évfordulók. 2013. május. 17. oldal. |

Csíkszentmártoni Bochkor Károly (Csíksomlyó, 1847. – Budapest, 1918. május 8.) jogász, politikus, egyetemi tanár, állami számviteli szakíró.

## Életpályája
Középiskoláit Csíksomlyón és Kolozsváron végezte el 1867-ben. 1867–1881 között számvevőségi tisztviselő volt Nagyszebenben, Kolozsváron, Budapesten, Győrben, majd ismét Budapesten. 1877–1881 között a budapesti egyetemen az államszámviteltan magántanára, 1881–1889 között nyilvános rendkívüli tanára, 1889–1918 között nyilvános rendes tanára volt. 1881–1884 között országgyűlési képviselő volt a csíkszentmártoni választókerületben. Bochkor Károly sírja a védett

## Családja
Szülei: Bochkor Károly (1821–1898) és Ambrus Terézia voltak. Felesége Kanócz Irma (ivanóczi) (1858 június 16–1942 július 7) volt. Házasság 1902. október 4. Hat gyermekük született: Irma (1878-1964), férje Fodor Antal (1872–1945), Károly (1881-1886), Terézia (1885-1956), férje Gordon Róbert, Viola (1888-1980), férje Hollerung Gábor, Piroska (1888-1963), Viola ikertestvére, férje Mártonffy Marcell és Elek (1883-1941) Fodor Antal (1872–1945) és Bochkor Irma (1878–1964) fiai voltak Fodor Pál (1903-1966) és Fodor Elek (1904–1964).

## Művei
- A magyar állam-számvitel rendszere (Budapest, 1883, 1887)
- Az államgazdasági gazdasági számtartás rendszere. Budapest. 1895.
- A gazdasági számtartás rendszere (Budapest, 1906)
- Államgazdasági számtartástan. (Budapest, 1902. Átdolgozott kiadás 1906).